# Desireless
Desireless, egentligen Claudie Fritsch-Mentrop, född 25 december 1952, är en fransk sångerska som främst var verksam under 1980-talet. Hon är mest känd för låten Voyage, voyage från 1986, som var en stor hit i hela Europa och fick höga placeringar på listorna.

## Diskografi

### Album
- François (1989)
- I love you (1994)
- Ses plus grands succès (2003)
- Un brin de paille (2004)
- More love and good vibrations (2007)

### Singlar
- 1986/87 : Voyage, voyage
- 1988 : John
- 1989 : Qui sommes-nous ?
- 1990 : Elle est comme les étoiles
- 1994 : Il dort
- 1994 : I love you
- 2004 : La vie est belle